# Il tempo (singolo)
Il tempo è un singolo della cantante italiana Gilda Giuliani, pubblicato il 21 marzo 2018 dalla Mantovani Music.
Il brano è stato presentato al programma Bel tempo si spera su TV2000 in concomitanza con la sua pubblicazione. Gli autori sono Giacomo Carlucci (testo) e Massimo Burzi (musica e arrangiamento).
Musicisti:
- Enzo Di Giuseppe (pianoforte e tastiera)
- Tommaso Scuccimarra (chitarra)
- Antonio Di Ciaccio (basso)
- Tato Illiano (batteria)

## Tracce
1. Il tempo – 3:26
2. Il tempo (versione strumentale) – 3:26